# Хорватский национализм

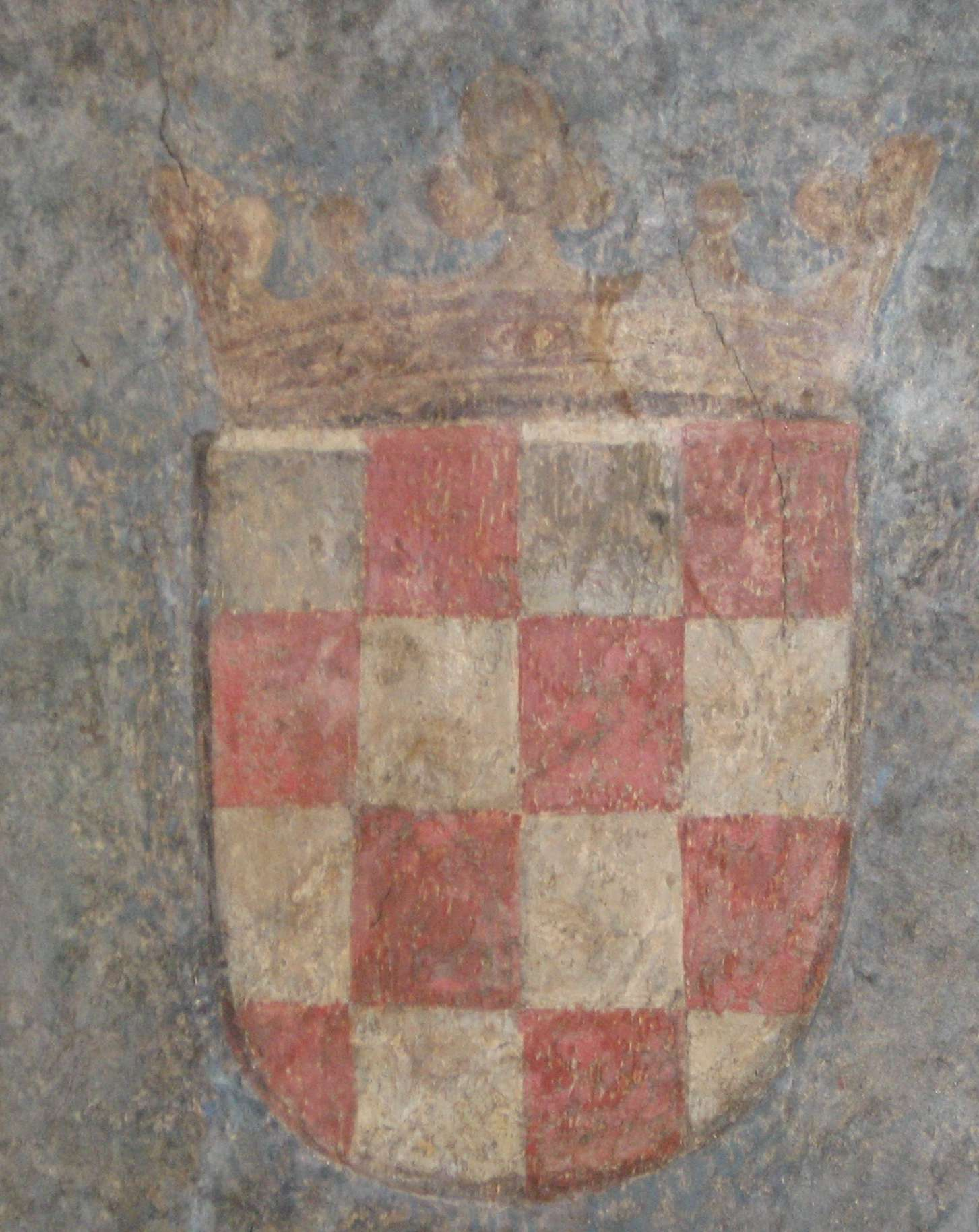
Одно из старинных изображений шаховницы как герба Королевства Хорватии (1495 год)

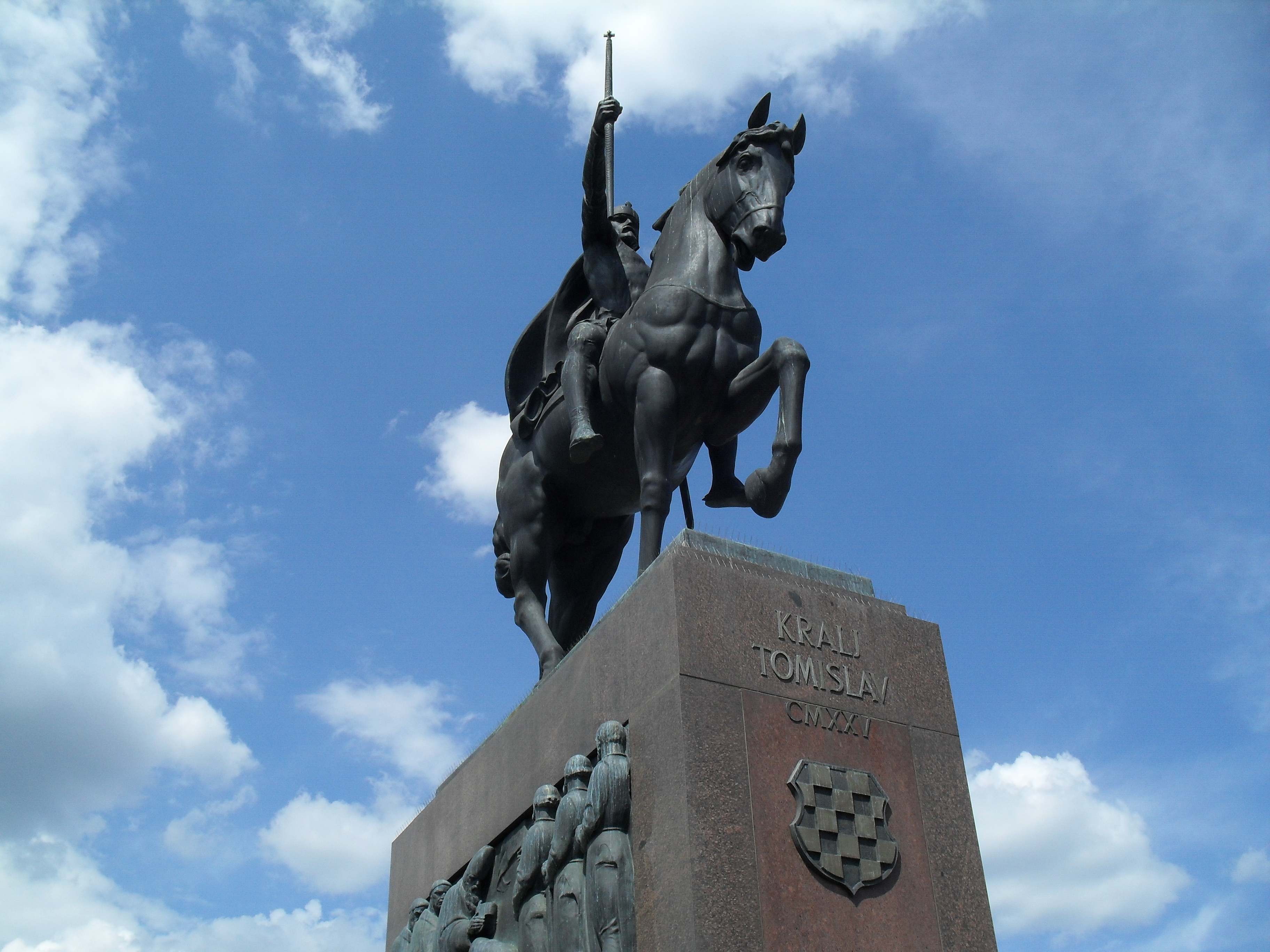
Памятник королю Хорватии Томиславу

Хорватский национализм (хорв. Hrvatski nacionalizam) — одна из разновидностей национализма, выступающего в защиту хорватской нации и продвигающего культурное единство хорватов. В современном виде хорватский национализм появился в XIX веке как ответная реакция на процедуру мадьяризации в Австро-Венгрии, а его расцвет начался после принятия Апрельских законов, фактически исключавших наличие автономии Хорватии в составе королевства Венгрия.
В основе хорватского национализма изначально лежали две идеи: право на историческое государство, которое должно было стать правопреемником средневековой Хорватии, и самоопределение хорватов как славянского народа. Вскоре зародилось течение иллиризма, сторонники которого создали просветительское общество «Матица хорватская», продвигая идею «иллирийского» языка. Иллиризм вскоре разделился на два противоположных по идее движения: Партию правых во главе с Анте Старчевичем, и движение югославянства во главе с Йосипом Юраем Штросмайером. Костяк каждого из движений составляли представители интеллигенции. Штросмайер, в частности, выступал за объединение хорватских земель, сопротивляясь попыткам разделения этих земель австро-венгерскими властями, и рассчитывал, что в будущем будет создано югославское федеральное государство с монархическим строем.
В 1918 году было образовано Государство словенцев, хорватов и сербов, позже преобразованное в Королевство сербов, хорватов и словенцев. В 1921 году была принята Видовданская конституция, которую раскритиковали хорватские националисты за то, что она, по их мнению, не учитывала интересы всех народов страны: в частности, против неё проголосовал в парламенте первый министр иностранных дел КСХС Анте Трумбич. В дальнейшем хорватские умеренные националисты, осуждая укрепление позиций сербского национализма во власти, настаивали на предоставлении хорватам автономии, а затем и независимости: наиболее ярым сторонником автономии был Степан Радич, лидер Хорватской крестьянской партии. В 1939 году было заключено соглашение Цветковича — Мачека, предоставлявшее автономию хорватам, однако оно не устроило ни сербских националистов, которые считали это соглашение пропагандирующим сепаратизм и подрывающим основы государственного единства, ни бошняков, которые обвиняли власти в разделе боснийских земель, ни хорватских националистов, поскольку соглашение только усилило сепаратистские настроения среди хорватских националистов.
Во время Второй мировой войны после оккупации Югославии немцами и её раздела было образовано Независимое государство Хорватия, фактическим главой которого был лидер радикального движения усташей Анте Павелич, а НГХ было де-факто марионеточным государством Третьего рейха. Усташи проповедовали радикальный хорватский национализм, краеугольным камнем которого была сербофобия: во время войны преследованиям от усташей подвергались сербы, цыгане, евреи и другие народы. После разгрома Третьего рейха, свержения усташей и образования СФРЮ хорватский национализм долго оставался в тени, если не считать Хорватскую весну: очередной его всплеск пришёлся на распад Югославии и войну Хорватии за независимость. Тем не менее, радикальный хорватский национализм продолжает существовать: его сторонники выступают за образование Великой Хорватии путём присоединения некоторых соседних земель, а также идеализируют традиционные крестьянские ценности, при этом не отказываясь от антисербских взглядов.
На данный момент Хорватский национализм процветает и по сей день, в какой-то момент хорватскую Википедию захватили националисты, они пробрались в администрацию вики и начали править статьи связанные с нацизмом, Гитлером и концлагерями. В 2013 забаненные пользователи менее правых взглядов совершили переворот и начали строчить посты на фейсбуке, это заметило правительство и просило хорватов не заходить на википедию. Только в 2021 на вики пригласили оценщика который забанил всю команду админов, хорватская википедия по сей день откатывается к приличному состоянию.  